# Jan Borovanský
Jan Borovanský (4. února 1943 Praha – 24. srpna 2015 Praha) byl český lékař, biochemik, vysokoškolský pedagog a odborník v oblasti studia melaninu. Více než padesát let působil na Ústavu biochemie a experimentální onkologie 1. lékařské fakulty Univerzity Karlovy, kde se věnoval výuce i výzkumu. Spolupracoval s domácími a zahraničními vědeckými institucemi a byl spoluautorem první světové monografie zaměřené na melanozomy a melaniny. Za tuto práci získal cenu Univerzity Karlovy za tvůrčí počin.
Během své kariéry publikoval přes 70 odborných článků a přispěl do více než 20 monografií a učebnic. Byl členem řady vědeckých společností a zastupoval Českou republiku v mezinárodních výzkumných organizacích. Získal několik ocenění, včetně výroční ceny Onkologické společnosti ČSL JEP, a čestných titulů v Londýně. Navzdory vážnému onemocnění ledvin, které vyústilo v transplantaci, zůstal až do konce života aktivní ve vědecké komunitě. Zemřel v Praze ve věku 72 let.

## Biografie
Jan Borovanský byl synem profesora anatomie Ladislava Borovanského a narodil se 4. února 1943 v Praze. Vystudoval Fakultu všeobecného lékařství UK (později 1. LF UK), kde v roce 1966 získal titul MUDr. Již jako student začal v roce 1962 pracovat na 2. ústavu lékařské chemie a biochemie (později Ústav biochemie a experimentální onkologie) jako volontér a demonstrátor pod vedením prof. A. F. Richtera. Tomuto pracovišti zůstal věrný celý svůj život, pracoval zde přes padesát let.
Od roku 1965 se podílel na výuce lékařské biochemie a patobiochemie na 1. lékařské fakultě Univerzity Karlovy, ale během své kariéry učil na částečný úvazek také na 3. LF UK a jako externista na 2. LF UK. V roce 1980 byl jmenován docentem a v roce 2004 profesorem biochemie. V roce 1996 byl studenty 3. lékařské fakulty UK v rámci studentské ankety oceněn jako nejlepší vyučující. Od roku 2006 působil jako školitel v oborové radě postgraduálního doktorandského studia biochemie v biomedicíně a od roku 2008 byl členem této rady. Byl garantem a přednášejícím volitelného předmětu Biochemie volných radikálů na 1. LF UK
Působil také jako vědecký aspirant (1967–1970). V roce 1976 obdržel za vědeckou práci na téma Isolace melanosomů a pokus o kvantifikaci obsahu melaninu ve tkáních titul CSc. Ve své vědecké činnosti se zaměřil zejména na studium enzymových aktivit na buněčné a subcelulání úrovni, výzkum markerů maligního melanomu a složení a funkce melanosomů. Spolupracoval s Ústavem experimentální onkologie Slovenské akademie věd na výzkumu diferenciace pigmentových nádorových buněk a s Ústavem živočišné fyziologie a genetiky AV ČR na studiu biochemických projevů melanomu na prasečích modelech. Zkušenosti načerpal také na stážích a zahraničním pobytu v Londýně a Leidenu.
S profesorem P. A. Rileyem z University College School of Medicine v Londýně studovali biologické účinky zinečnatých iontů a cytotoxicitu chinonů a sestavili první monografii ve světové literatuře, která je cíleně věnována melanosomům a melaninům (Melanins and Melanosomes, Wiley & Blackwell). Borovanský je autorem dvou kapitol monografie a v roce 2012 za ni získal cenu Univerzity Karlovy v Praze za tvůrčí počin. Publikoval přes 70 odborných článků v českých a mezinárodních lékařských časopisech a více než 20 kapitol v učebnicích a monografiích.
Byl členem řady významných profesních společností v České republice i v zahraničí. V roce 1975 obdržel výroční cenu Onkologické společnosti ČSL JEP. V roce 1983 byl jmenován Honorary Research Fellow University College v Londýně a v roce 2003 Fellow of the Totteridge Institute for Advanced Science v Londýně. V roce 1990 byl Jako první zástupce ze zemí bývalého východního bloku zvolen do výboru European Society for Pigment Cell Research a podílel se na přípravě a organizaci jejích dvou pražských kongresů a specializovaného sympozia věnovaného melanosomům.
Jan Borovanský trpěl vážným ledvinným onemocněním, které si vyžádalo v roce 2001 transplantaci ledviny. Zemřel v Praze ve věku 72 let.